# Zamek w Rychtach
Zamek w Rychtach – wybudowany w 1507 r. przez Stefana Humięckiego.

## Położenie
Zamek zbudowany na zboczu skalistego wzgórza opadającego ku stawowi, który tworzy Żwanczyk.

## Historia
W czasach, gdy  komendantem był Wołodyjowski obronny zamek oblegany był przez wojska kozackie i tureckie. W 1762 r. Turcy zrabowali zamek a mieszkańców złupili, zabijając przy tym 54 osoby. Od 1672 r., przez ponad dwadzieścia lat, zamek był pod władaniem Turków. W zamkowych podziemiach trzymano konie baszy i wypuszczano je na okoliczne łąki nad rzeką Kizią. Miejsce to nazwano Paszówką. W kolejnych latach zamek był własnością rodziny Humieckich herbu Junosza, która przebudowała zamek, potem do rodziny Trzecieskich a od 1815 r. do Płońskich. Od 1848 r. właścicielem był znany badacz przeszłości Konstanty Podwysocki, po którego śmierci drogą wiana przeszedł do Rożałowskich.

## Pałac
W połowie XIX w. Konstanty Podwysocki wybudował dwupiętrowy pałac z wykorzystaniem starych murów zamkowych, do którego wejście prowadziło przez bramę w ryzalicie zwieńczonym tympanonem. Dom mieszkalny właściciela, przerobiony z dawnego zamku, bez zmiany pierwotnych jego zarysów, wznosił się na krańcu lasem porosłej skały. Pałac spalony w 1917 r., ruiny po 1945 r. rozebrano.

## Architektura, wyposażenie
Obronny zamek był  budowlą mała składającą się z prostokąta długiego na 50 a szerokiego na 13 m, otoczonego murem grubym na 1,5 m, po rogach którego znajdowały się cztery dwukondygnacyjne baszty. Przy murze, vis-a-vis bramy głównej, znajdował się budynek mieszkalny. W XIX w. w rogach starego dziedzińca stały relikty dawnej warowni: 4. czworoboczne baszty, kiedyś sprzężone murem i zwieńczone stożkowatym dachem. Pod koniec XIX w. w pałacu znajdowała się cenna biblioteka, licząca 12 000 tomów, oraz inne zbiory naukowe oraz dzieła sztuki, które znalazły się w posiadaniu hr. Działyńskiego.